# مهدی‌آباد (کوهبنان)
مهدی‌آباد روستایی در دهستان جور بخش مرکزی شهرستان کوهبنان استان کرمان ایران است.

## جمعیت
بر پایه سرشماری عمومی نفوس و مسکن در سال ۱۳۹۵ جمعیت این روستا ۲۱ نفر (۷خانوار) بوده‌است.